# Fälesön
Fälesön är en ö i Kalix skärgård. Ön har idag (2008) inga åretruntboende men sommarstugorna står tätt efter strandlinjen. 
Fälesön är en ö utan bilförbindelse under sommarhalvåret men föreningen ”Nyborgs framtid” har gjort en förstudie på broförbindelse med fastlandet. Planen är att bygga en 20 m lång träbro från Marahamn till Fälesön. Även tre andra grannöar kommer att vara delaktiga i denna förbindelse (NSD) .